# ファラオとともに幽閉されて
『ファラオとともに幽閉されて』（ファラオとともにゆうへいされて、Imprisoned with the Pharaohs）は、ハワード・フィリップ・ラヴクラフトの小説。

## 概要
1924年2月に執筆され、同年のパルプ雑誌『ウィアード・テイルズ』の５・６・７月合併号に掲載され、1939年7月号にも再収録されている。本作は、脱出王ハリー・フーディーニの名前で発表されたが、ラヴクラフトの代筆である。エジプトを旅行したフーディーニの体験を描く物語。

## あらすじ
エジプト旅行を計画したフーディーニは、現地のアラビア人ガイド、アブドゥル・レイス・エル・ドログマンの案内によってカイロやアレクサンドリア、ギザの三大ピラミッドなどを観光する。旅行中のある日、ガイドのアブドゥルが同じ地元のアラブ人と喧嘩になり、決闘することになる。面白いと思ったフーディーニは、決闘の介添え人として同行する。決闘は、真夜中のピラミッドの頂上で行われた。しかし決闘は、あらかじめ仲直りの形式だったこともあり大きな騒ぎにならず、二人のアラブ人は、仲間と一緒に和気藹々と酒を飲み始めてしまう。フーディーニが少しがっかりしていると隙を見たアラブ人たちが彼をロープで縛りあげる。彼らは、「フーディーニの魔力を窮極の試練で試す」といってピラミッドの近くにあるスフィンクス神殿の縦穴にロープで彼を乱暴に降ろしてしまう。これまでも自分に手荒な挑戦を申し込んで来た人間がいた経験がありフーディーニは、ロープから脱出することに成功する。しかしアブドゥルたちに降ろされた穴は、異様な空気に包まれておりフーディーニは、自分の恐ろしい体験は、自分が穴に落ちてから見ていた悪夢だと信じ込もうとする。

## 解説
はじめウィアード・テイルズで発表された時、本作の著者は、フーディーニになっていた。これが1939年の再集録時にラヴクラフトの代筆であることが明かされる。これは、はじめフーディーニの体験談を聞いたラヴクラフトが三人称視点で書き、二人の名前が連名で載るはずだったものをフーディーニの一人称にして書いたために著者がラヴクラフトでは、読者が混乱するとして変更された。
当時、4万ドルの負債があったウィアード・テイルズの社主ヘナバーガー（J. C. Henneberger）は、５・６・７月合併号に際し、フーディーニを題材にした企画を同誌に載せたいと考え、まずコラム『フーディーニに聞く（Ask Houdini）』を考え、次にフーディーニの体験を描いたとする架空のストーリーの短編小説の代筆をラヴクラフトが任された。おおよそ100ドル（今の1400ドル相当）の前払い金とプロットが編集部から渡されたもののラヴクラフトは、完全なる制作を望みメトロポリタン美術館やエジプト関連の書籍を調べたいといって取材を始めた。この時、『ファラオとともに幽閉されて』が執筆されたがラヴクラフトが新婚旅行でロードアイランドを離れる時に紛失し、新たに旅行先のフィラデルフィアで書き直されたものが掲載された。またその以前タイトルが『ピラミッドの下で（Under the Pyramids）』だったが掲載時には、今のものに変更されている。
フーディーニは、本作の出来栄えに満足し、しばしばラヴクラフトに代筆を依頼するようになった。
和訳題は、『ファラオとともに幽閉されて』であるが英題は、複数形のPharaohsになっている。これは、カフラー王とニトクリスの二人のファラオが登場するためと思われる。

### クトゥルフ神話との関連
本作は、フーディーニの代筆であるためクトゥルフ神話のキャラクターは登場しない。しかしニトクリスは、ラヴクラフトの小説『アウトサイダー』にも言及されている。また過去の地球の支配者たちが蘇るといった旧支配者を連想させる文章が見られる。さらにイスラム教や現在、知られるエジプト神話の神々の前に信仰された存在がフーディーニの落ちた穴の底で活動し、それらを崇拝するベドウィンたちがいると仄めかされている。ほか地下で活動するグール（彼個人のオリジナルではないものの）が登場する。
ロバート・ブロックは、本作で扱われるスフィンクスが実在のものではなくラヴクラフトの創造したニャルラトホテプのことだと考えた。本作の影響を受けブロックは、小説『暗黒のファラオの神殿』などを執筆した。次世代のブライアン・ラムレイは両作品の影響を受けて『ニトクリスの鏡』を執筆している。

### 二人のファラオ
本作に登場するカフラー王とニトクリスは、歴史上の人物がモデルだが作中では、創作のキャラクターとして描写される。まず地下で現れたカフラーは、フーディーニの雇ったガイド、アブドゥルに似ていると描写される。またアブドゥルは、事件の後、行方不明になり彼を知っているという地元の者もいなくなっている。さらにスフィンクスは、建造された経緯が謎とされているが本作では、カフラーが顔のないスフィンクスを発掘し、自分の顔に似せて作り直させたという設定になっている。ニトクリスは、屍食鬼の女王となり動物と人間を繋ぎ合わせた合成ミイラを従えている。また地下でカフラー王と結婚した。さらに彼女は、生前の美しさをネズミにかじられた顔右半分以外、保っている。二人がスフィンクス神殿の地下で邪悪な怪物に供物を奉げている様子をフーディーニが目撃する。

## 収録
- 「ラヴクラフト全集７」